# Rhynchosia minima
Espèce
Classification phylogénétique
Statut de conservation UICN

 LC  : Préoccupation mineure
Rhynchosia minima ou Rhynchosia memnonia est une espèce de plantes à fleurs du genre Rhynchosia et de la famille des fabacées.
Elle comprend plusieurs sous-espèces et variétés distinctes :
- Rhynchosia minima amaliae ;
- Rhynchosia minima australis ;
- Rhynchosia minima diminifolia ;
- Rhynchosia minima eurycarpa ;
- Rhynchosia minima falcata ;
- Rhynchosia minima laxiflora ;
- Rhynchosia minima lutea ;
- Rhynchosia minima macrocalyx ;
- Rhynchosia minima memnonia ;
- Rhynchosia minima minima ;
- Rhynchosia minima nuda ;
- Rhynchosia minima prostrata ;
- Rhynchosia minima tomentosa.